# Пановко, Яков Гилелевич
Я́ков Ги́лелевич Пано́вко (16 февраля (1 марта) 1913 года, Кобрин, Гродненская губерния — 30 апреля 2002, Берлин) — советский учёный в области теоретической и прикладной механики, доктор технических наук, профессор, член-корреспондент АН Латвийской ССР (1958).
Внёс значительный вклад в различные области механики, разработал методы расчёта механических систем, решил ряд задач теории нелинейных колебаний, определения устойчивости упруго-пластических систем и т. п. Выступил как организатор высшего образования и педагог высшей школы, создал научную школу в области механики.

## Биография
Родился 1 марта 1913 года в городе Кобрин Гродненской губернии (ныне Брестская область).
Сын Гилеля Яковлевича Пановко (1885—1945) и Родии Аароновны Шафит (1889—1961).
С 1930 по 1935 год студент, с 1935 по 1940 год — научный сотрудник, ассистент и доцент Московского автодорожного института (МАДИ). В 1939 году он защитил кандидатскую диссертацию (тема диссертации «Устойчивость плоских рамных систем»), а всего лишь год спустя — докторскую (тема — «Теория колебаний сооружений при действии подвижной нагрузки»).
С 1940 по 1950 год Я. Г. Пановко проходил службу в Красной Армии, закончил службу в звании инженер-подполковника. С 1943 года преподавал в Ленинградской военно-воздушной инженерной академии, где в 1944 году был избран профессором кафедры конструкции и прочности летательных аппаратов. В 1945 году был награждён орденом Красной Звезды и медалью «За победу над Германией в Великой Отечественной войне 1941–1945 гг.».
С 1950 года в течение 15 лет Яков Гилелевич заведовал кафедрами в ряде высших учебных заведений Риги — в Латвийском государственном университете (1950—1958), Рижском политехническом институте (1958—1963) и Рижском институте инженеров гражданской авиации (1963—1964). В 1958 году он был избран членом-корреспондентом Академии наук Латвийской ССР, а в 1992 году — иностранным членом Латвийской академии наук.
В Латвийской Академии наук его вместе с академиком А. Малмейстером считали ведущими учёными, развивавшими исследования в области механики, начавшиеся фактически после Второй мировой войны.
На протяжении последующих двадцати лет (1964—1984) Яков Гилелевич возглавлял кафедру теоретической механики Ленинградского кораблестроительного института, оставив заведование ещё восемь лет занимал должность профессора этой кафедры. В 1965 году Пановко был избран членом Национального комитета СССР по теоретической и прикладной механике. В течение многих лет был Председателем Государственной экзаменационной комиссии на кафедре «Механика и процессы управления», которой в Ленинградском политехническом институте заведовал профессор А. И. Лурье.
Я. Г. Пановко принял деятельное участие в организации и становлении Института проблем машиноведения Российской академии наук в Санкт-Петербурге. Его связи с этим институтом продолжались до конца его жизни и способствовали успешной работе института, объединившего большое число известных учёных в области физики, механики, математики и машиностроения.
В 1993 году эмигрировал в Германию к дочери.
Скончался в Берлине 30 апреля 2002 года. Похоронен на городском кладбище в Берлине.
Двоюродная сестра — Т. А. Детлаф. Сын — Григорий Яковлевич Пановко, учёный в области механики. 

## Научные интересы
Его исследования охватывали широкую область теоретической и прикладной механики. За все годы своей научной деятельности Я. Г. Пановко исследовал широкий круг вопросов в области строительной механики, механики твёрдого тела, прикладной теории упругости и пластичности. Он изучал вопрос об ударе твердых тел и занимался вопросами прикладной теории колебаний и удара. Опубликовал более ста научных работ, в числе которых пятнадцать монографий.
В 1943 году он занялся исследованиями в области аэроупругости, основные результаты были собраны в написанной совместно с Е. П. Гроссманом монографии «Упругие колебания частей самолета» (1947) и подготовленном в сотрудничестве с Г. Г. Ростовцевым руководстве «Строительная механика самолета» (1950—1952). Видное место занимают работы Я. Г. Пановко по статике тонкостенных конструкций. Сохранила до сих пор своё значение написанная им в соавторстве с Г. Ю. Джанелидзе монография «Статика упругих тонкостенных стержней» (1955).
Я. Г. Пановко предложил исключительно простой и эффективный приближенный метод исследования нелинейных задач теории колебаний — метод прямой линеаризации (1962), с помощью которого решено много важных прикладных задач. Принципиальное значение имеет цикл его работ по учёту внутреннего и внешнего рассеяния энергии в прикладных задачах теории колебаний механических систем. Им доказана преобладающая роль конструкционного демпфирования в общем балансе потерь энергии при колебаниях большинства реальных конструкций, а также установлено, что при решении многих инженерных задач теории колебаний имеет значение лишь площадь петли гистерезиса, а не её форма. Эти и другие результаты исследований Я. Г. Пановко прочно вошли в арсенал основных руководств инженерной науки.
Особое место среди трудов Якова Гилелевича занимает выдержавшая пять изданий монография «Устойчивость и колебания упругих систем», написанная им совместно с И. И. Губановой. В ней содержатся очерки, посвященные современным концепциям, ошибкам и парадоксам в теории колебаний и устойчивости упругих систем. Значительный интерес и плодотворные дискуссии вызвала книга «Механика и прикладная математика: Логика и особенности приложений математики», написанная Я. Г. Пановко в соавторстве с И. И. Блехманом и А. Д. Мышкисом и посвященная нетрадиционному анализу понятия «прикладной» математики.
Много внимания уделял Яков Гилелевич созданию учебников и написанию очерков по истории механики. Он был блестящим лектором и заботливым научным руководителем. В число его учеников входит более 50 кандидатов и докторов наук.
Я. Г. Пановко участвовал в организации ряда научных съездов, конференций, симпозиумов и школ. По его инициативе, начиная с 1956 г., проводились научные конференции по прикладной теории механических колебаний. Преемником этих конференций является в настоящее время Международная научная школа по актуальным проблемам механики, ежегодно проводящая свои сессии в Санкт-Петербурге (Репино) и привлекающая и ведущих учёных, и молодых специалистов России, СНГ и других государств.
Яков Гилелевич любил и ценил острое слово и обладал большим чувством юмора. Его ученики и друзья помнят много принадлежащих ему ярких афористических высказываний, характеризующих его отношение к людям, к жизни, науке и искусству. При этом особое уважение и требовательность проявлял он всегда к точности выражения мысли и к словоупотреблению.
Ни при каких обстоятельствах Яков Гилелевич не портил отношения с начальством.
Яркая индивидуальность, незаурядность личности и высокий интеллект Якова Гилелевича привлекали к нему всех, кто имел счастье с ним общаться. В числе его друзей и собеседников были выдающиеся учёные и деятели культуры — учёные-механики А. И. Лурье, В. В. Новожилов, Г. Ю. Джанелидзе, В. И. Феодосьев, И. И. Ворович, физик Никита Толстой, летчик-испытатель и писатель Марк Галлай, режиссёр и художник Н. П. Акимов, знаменитый балетмейстер И. А. Моисеев, народная артистка РСФСР Ольга Лебзак.